# Via Flavia
La Via Flavia, antica strada romana della provincia Venetia et Histria, fu costruita dall'imperatore Vespasiano nel 78-79.
La strada partiva dall'antica città di Tergeste (Trieste) e, costeggiando il litorale istriano, passava per Pola e Fiume; giungeva infine in Dalmazia, ma si è supposto che dovesse originariamente prolungarsi sino alla Grecia.
Era una delle vie più importanti fra quelle che non partivano direttamente da Roma.
| Controllo di autorità | VIAF (EN) 4609154198320120230001 |